# Remo Ruffini (imprenditore)
Remo Ruffini (Como, 27 agosto 1961) è un imprenditore italiano, presidente e amministratore delegato di Moncler. Controlla la Double R Srl (precedentemente Ruffini Partecipazioni Srl), società che detiene il 15,8% di Moncler.

## Biografia
Remo Ruffini è figlio di Gianfranco Ruffini, che negli anni Settanta era proprietario dell'omonima azienda di abbigliamento con sede a New York, e di Enrica, anch'essa proprietaria di un’azienda operante nel settore.
Ha iniziato la sua carriera negli Stati Uniti, lavorando presso l’azienda del padre.
A 23 anni è tornato in Italia, dove ha fondato la New England, società che venderà nel 2000, sedici anni dopo, al Gruppo Stefanel.

### In Moncler
A febbraio 2003, Ruffini acquisisce - tramite la Ruffini Partecipazioni - Moncler, di cui era già direttore creativo dal 2000. Sotto la sua gestione l’azienda viene rivoluzionata, reinventando completamente il brand e riposizionandolo come marchio di lusso.
Rispettivamente nel 2006 e nel 2009, Ruffini crea le nuove collezioni Moncler Gamme Rouge e Moncler Gamme Blue, che fanno il loro debutto sulle passerelle di Parigi e di Milano. Entrambe le linee terminano per lasciare spazio al progetto Moncler Genius nato nel 2018. 
Nel 2010 Ruffini lancia a New York Moncler Grenoble, una collezione tecnica sia per lo sci sia per i momenti "après-ski” reinterpretando gli stili del passato con un taglio contemporaneo.
Il 16 dicembre 2013, Ruffini ha portato Moncler alla quotazione nella Borsa di Milano. Già al termine del primo giorno, le azioni hanno registrato un aumento del 47%, portando il valore dell’azienda 2,55 miliardi a circa 3,7 miliardi di euro.
Nel 2018, ha concepito Moncler Genius, un progetto che prevede il lancio mensile di collezioni create in collaborazione con famosi designer, i quali interpretano l’identità di Moncler.
Dal 2018 Ruffini è consigliere della Camera Nazionale della Moda Italiana.
Nel 2019 Moncler è firmataria del Fashion Pact, un “patto” tra le principali aziende della moda e del tessile per ridurre l'impatto ambientale delle loro attività; Ruffini è stato membro del consiglio direttivo dal 2019 al 2023.
Il 7 dicembre 2020 Moncler annuncia l’acquisizione di Stone Island per 1,15 miliardi di euro e Carlo Rivetti, presidente del brand, diventa socio di Ruffini Partecipazioni, oggi Double R.
A luglio 2023 Remo Ruffini ha ricevuto la laurea honoris causa in “Arts in Fashion and Entrepreneurship” dalla University for the Creative Arts di Londra.

## Vita privata
Ruffini ha due figli e vive tra Como e Milano.
È appassionato di barche fin da giovane e possiede uno yacht di 55 metri chiamato "Atlante" e varato nel 2015.

## Riconoscimenti
- 2017, Premio EY, Imprenditore dell’anno[33][34]
- 2019, Premio Guido Carli[35][36]
- 2019, British Fashion Awards, Business Leader[37][38]
- 2021, Premio Rosa Camuna, Premio speciale impresa, solidarietà e impegno[39]
- 2023, Laurea honoris causa in “Arts in Fashion and Entrepreneurship”, University for the Creative Arts di Londra[29]
- 2024, British Fashion Awards, Trailblazer Award[40][41]